# Onthophagus murchisoni
Onthophagus murchisoni là một loài bọ cánh cứng trong họ Bọ hung (Scarabaeidae).